# HD 94771
HD 94771 — одиночная звезда в созвездии Гидры на расстоянии около 188 световых лет (около 57,6 парсек) от Солнца. Видимая звёздная величина звезды — +7,361m. Возраст звезды определён как около 5,733 млрд лет.
Вокруг звезды обращается, как минимум, одна планета.

## Характеристики
HD 94771 — жёлтый карлик спектрального класса G0, или G3V-G5V, или G5. Масса — около 1,2 солнечной, радиус — около 1,903 солнечного, светимость — около 3,28 солнечной. Эффективная температура — около 5522 K.

## Планетная система
В 2022 году группой астрономов, работающих со спектрографом HARPS, было объявлено об открытии планеты HD 94771 b.
В 2019 году учёными, анализирующими данные проектов Hipparcos и Gaia, у звезды обнаружена планета HIP 53437 c.